# RWD-13
RWD-13 là một loại máy bay du lịch của Ba Lan, do hãng RWD chế tạo từ năm 1935.

## Quốc gia sử dụng

### Quân sự
Estonia
- Không quân Estonia

 NDH
- Không quân Nhà nước Độc lập Croatia 1 chiếc từ Không quân Hoàng gia Nam Tư cũ.

 Germany
- Luftwaffe

 Israel
- Không quân Israel

 Ba Lan
 Romania
- Không quân Hoàng gia Romania
  - Escadrila Albă

 Thụy Điển
- Không quân Thụy Điển

Bản mẫu:Country data Spanish State
- Không quân Tây Ban Nha

 Nam Tư
- Không quân Hoàng gia Nam Tư

### Dân sự
Estonia
 Iran
 British Mandate for Palestine
 Ba Lan
- Aeroklub Polski
- LOT Polish Airlines

 România
Bản mẫu:Country data Spanish State
 Thụy Điển
 United States
 Vương quốc Yemen
 Nam Tư

## Tính năng kỹ chiến thuật
Dữ liệu lấy từ Glass, A. (1977)
Đặc điểm tổng quát
- Kíp lái: 1
- Sức chứa: 2 hành khách
- Chiều dài: 7,85 m (25 ft 9 in)
- Sải cánh: 11,50 m (37 ft 8 in)
- Chiều cao: 2,05 m (6 ft 8 in)
- Diện tích cánh: 16 m² (172 ft²)
- Trọng lượng rỗng: 530 kg (1.166 lb)
- Trọng lượng có tải: 890 kg (1.958 lb)
- Trọng lượng cất cánh tối đa: 930 kg (2.046 lb)
- Động cơ: 1 × PZInż Walter Major, 130 hp (96 kW)

 Hiệu suất bay 
- Vận tốc cực đại: 210 km/h (113 knot, 130 mph)
- Vận tốc hành trình: 180 km/h
- Tầm bay: 900 km (486 nm, 600 mi)
- Trần bay: 4.200 m (13.776 ft)
- Vận tốc lên cao: 3,8 m/s (748 ft/phút)
- Tải trên cánh: 55,5 kg/m² (11,35 lb/ft²)